# Wash Tubbs
Wash Tubbs è una serie a fumetti americana creata da Roy Crane e pubblicata dal 1924 al 1949, quando si unì alla tavola domenicale della serie Captain Easy che continuò, realizzata anche da altri autori, fino al 1988.

## Storia editoriale
Inizialmente intitolata Washington Tubbs II, era una striscia giornaliera priva di continuity incentrata sull'omonimo personaggio del titolo, un ragazzo burlone occhialuto che gestiva un negozio. Successivamente Crane inserì delle trame che si sviluppavano oltre la singola striscia e, dopo qualche mese, riformò la serie facendola divenire una striscia di genere avventuroso, facendo uscire il protagonista dal negozio per unirsi a un circo. Per far ciò in maniera non superficiale, l'autore arrivò a trascorrere molti giorni in un circo, arrivando poi a inserire nella serie alcuni personaggi presi direttamente dalla vita del circo che conobbe personalmente.
Entrambe le serie, Wash Tubbs e Captain Easy, vennero pubblicate nella collana Big Little Books negli anni trenta. Vennero pubblicati anche nei fumetti della Dell nel 1936 (Captain Easy, già nella prima copertina di The Funnies # 1, ottobre 1936) e 1937 (Wash Tubbs, già nella prima copertina di The Comics # 1, marzo 1937) negli anni quaranta.
L'intera serie della striscia realizzata da Crane dal 1924 al 43 venne ristampata nella collana Wash Tubbs e Captain Easy, una serie di 18 volumi con commenti biografici e storici di Bill Blackbeard e design di Bhob Stewart . Questa serie è stata pubblicata dalla NBM Publishing (Nantier, Beall, Minoustchine) dal 1987 al 1992.
Nel 2009 la Fantagraphics Books ha iniziato una serie di libri con copertina rigida che ristampavano le strisce domenicali a colori di Captain Easy, a cui seguì una serie separata di ristampe giornaliere.